# Francesca Bertini

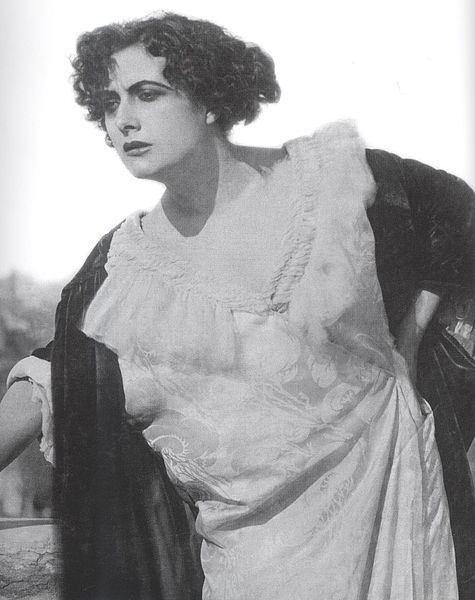
No filme de 1915 Assunta Spina, dirigida por ela e por Gustavo Serena..

Francesca Bertini (Florença, 5 de janeiro de 1892 — Roma, 13 de outubro de 1985) foi uma actriz italiana de cinema mudo, género no que trabalhou em mais de noventa filmes. Foi uma das mais famosas estrelas do primeiro quarto do século XX.

## Biografia
Ainda criança, foi adoptada por um casal de artistas que se estava a trabalhar em Florença: o trovarobe (‘encontra coisas’) napolitano Arturo Vitiello e a actriz cómica de teatro fiorentina Adelaide Frataglioni. Deram-lhe o nome de Elena Seracini Vitiello.
Bertini começou a trabalhar como actriz desde menina, principalmente em Nápoles, onde vivia com sua família. Em 1904, à idade de 16 anos, mudou-se a Roma, onde melhorou seus dotes de actuação, especialmente em palcos de teatro e tratou de entrar na florescente indústria do cinema em Itália.
Com a obra-prima do cinema mudo Assunta Spina (em 1915) esteve a cargo do guião e do papel de protagonista. Bertini converteu-se numa estrela popular internacionalmente, e as mulheres de todo mundo tratavam de imitar sua sofisticação. Em 1915 ganhou 175 000 dólares, o qual foi um recorde em sua época. No ano seguinte Mary Pickford ganharia uma soma desse monte. Bertini inventou a maneira actual de ser de uma actriz de cinema, convertendo à diva em algo mais sóbrio, evitando os gestos ampulosos e as maneiras histéricas e caprichosas das divas de sua época.
Ela foi uma das primeiras actrizes de cinema que apontou ao realismo, em vez do estereotipo dramático de moda nessa época. Foi um abono dos cánones neorrealistas.
A chave de seu sucesso foi a expressão de sentimentos mais genuínos. Realizava com a mesma soltura a lânguida heroína decadente e a mulher comum mais de povo. Outros papéis importantes foram Odette, Fedora, Tosca e A dama das camélias.
Francesca Bertini encarnava a personagem da mulher passional e para além da moda. Seu produtor teve a ideia de fazer-lhe realizar uma série de sete filmes inspirados na novela Os sete pecados capitais de Eugène Sue (1804-1857), a cada um dedicado a um pecado mortal: assim a diva poderia se expressar em toda a faixa das paixões. Após anunciada, o filme teve uma grande quantidade de pedidos. Mas quando em 1919 saiu o primeiro filme da série, não teve o sucesso comercial esperado.
Bertini entrou finalmente no cinema sonoro, mas enquanto o cinema italiano tinha mudado: estavam de moda as comédias de telefone branco e começou o período de crise com a extrema censura do fascismo. Durante a Segunda Guerra Mundial o cinema teve um verdadeiro impasse.
Após a guerra, uma nova geração de directores e actores jovens fizeram-se cargo da indústria do cinema em Itália. No entanto, Bertini ainda era considerada como muito popular e uma das melhores actrizes vivas. A fins dos anos quarenta, a cinematográfica Fox ofereceu-lhe um contrato para ir viver a Hollywood, mas ela se negou: tinha-se casado com o milionário banqueiro suíço Paul Cartier e mudou-se com ele a Suíça. Quando morreu seu esposo, ela regressou a Roma, onde permaneceu até sua morte.
Nos anos sessenta e setenta apareceu esporadicamente em televisão. Foi entrevistada, por exemplo, por Mike Bongiorno e por Maurizio Costanzo, evocando com nostalgia suas épocas longínquas de triunfo. Em 1976, Bernardo Bertolucci pôde convencê-la de realizar um pequeno cameo (aparecimento casual), com roupa de freira, em seu filme Novecento. Em 1982 aceitou realizar uma reportagem num documentário.

## Filmografia selecionada
- A dea do mare (1904).
- Lucrezia Borgia (1910).
- Salomè (1910).
- Idillio tragico (1912).

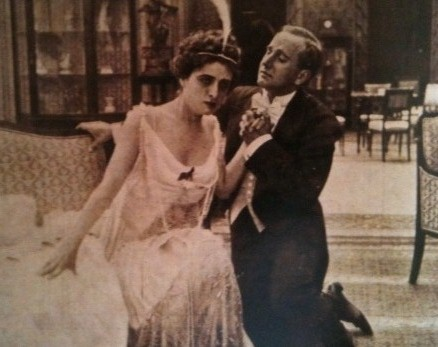
F. Bertini e Gustavo Serena numa foto publicitária do filme de 1915 A signora delle camelie, adaptação dirigida por Serena da novela homónima de Dumas.

- Histoire d'um pierrot (1913, de Baldassarre Negroni).
- Tramonto (1913).
- Assunta Spina (1915).
- A dama das camelias (1915).
- Fedora (1916).
- Odette (1916, dirigida por Giuseppe De Liguoro).
- A piccola fonte (1917, dirigida por Roberto Roberti).
- Malia (1917).
- Tosca (1918).
- A donna nuda (1918).
- I sette peccati capitali (1919):
- L'orgoglio, dirigida por Edoardo Bencivenga).
- L'avarizia, dirigida por Gustavo Serena).
- A gola, dirigida por Camillo De Riso).
- L'ira, dirigida por Alfredo De Antoni).
- L'accidia, dirigida por Edoardo Bencivenga).
- A lussuria, dirigida por Edoardo Bencivenga).
- L'invidia, dirigida por Alfredo De Antoni
- A piovra (1919)
- Anima allegra (1919).
- Serpe (1919) dirigida por Roberto Roberti).
- A fanciulla dei Amalfi (1921).
- A fim de Monte Carlo (1926).
- Odette (1927)
- A possession (1929).
- Teu m'appartiens (1929).
- A femme d'une nuit (1930).
- A donna d'uma notte (1933).
- Odette (1935).
- Novecento (1976) dirigida por Bernardo Bertolucci).
- Behind the Screen: Stories of Cinema - The Last Diva (1982).
- Diva dolorosa (2000).

## ligações externas
- Francesca Bertini. no IMDb.